# Pavel Drábek (matematik)
Pavel Drábek (* 29. července 1953 Pardubice) je český matematik.
V roce 1977 absolvoval Matematicko-fyzikální fakultu Univerzity Karlovy, kde získal titul RNDr. V roce 1981 mu byl Akademií věd České republiky udělen titul kandidát věd. V roce 1987 byl na Vysoké škole strojní a elektrotechnické v Plzni habilitován. V roce 1990 se stal doktorem věd v oboru matematická analýza a o rok později byl jmenován profesorem. V letech 1990–1999 a 2004–2016 byl vedoucím Katedry matematiky Fakulty aplikovaných věd Západočeské univerzity. Zabývá se teorií nelineárních diferenciálních rovnic. Podílel se na objasnění Fredholmovy alternativy pro nelineární homogenní operátory a na alternativní variační definici jejich vlastních čísel. Od roku 2003 je členem Učené společnosti České republiky. V roce 2009 byl oceněn Cenou ministryně školství, mládeže a tělovýchovy za mimořádné výsledky výzkumu, experimentálního vývoje a inovací. V roce 2013 mu byla Akademií věd České republiky udělena Čestná oborová medaile Bernarda Bolzana za zásluhy v matematických vědách. V témže roce mu primátor udělil historickou pečeť města Plzně a od roku 2018 je Čestný člen Jednoty českých matematiků a fyziků. V roce 2020 byl za celoživotní vynikající pedagogickou a vědeckou činnost oceněn Stříbrnou pamětní medailí předsedy Senátu Parlamentu České republiky Miloše Vystrčila. Je podchycen ve Stanfordském seznamu 2 % nejcitovanějších vědců (celosvětově, za celé aktivní
období).